# Устье (Карелия)
У́стье (вепс. Ustii) — упразднённый посёлок в Прионежском районе Республики Карелия, административно входил в состав Шокшинского вепсского сельского поселения.
Постановлением от 20 апреля 2017 года № 269-VI ЗС населённый пункт посёлок Устье был включён в состав населённого пункта посёлок Кварцитный.

## Общие сведения
Располагался на юго-западном берегу Онежского озера.

## Население
| 2002 | 2009 | 2010 | 2013 |
| ---- | ---- | ---- | ---- |
| 0    | →0   | →0   | →0   |